# Élection présidentielle américaine de 2020 en Iowa
L'élection présidentielle américaine de 2020 en Iowa a eu lieu le 3 novembre 2020 comme dans les 50 autres États ainsi que le district de Columbia. Les électeurs Iowien choisissent des grands-électeurs pour les représenter dans le collège électoral à travers un vote populaire. L'État de l'Iowa possède 6 grands-électeurs. L'État donne tous ses grands électeurs en faveur de Donald Trump. Le président élu au cours du scrutin dans tout le pays sera Joe Biden de janvier 2021 à janvier 2025.

## Résultats
| Candidats et colistiers  | Candidats et colistiers  | Partis           | Vote populaire | Vote populaire | Grands électeurs |
| Candidats et colistiers  | Candidats et colistiers  | Partis           | Voix           | %              | Voix             |
| ------------------------ | ------------------------ | ---------------- | -------------- | -------------- | ---------------- |
|                          | Donald Trump Mike Pence  | Républicain      | 897 205        | 53.10%         | 6                |
|                          | Joe Biden Kamala Harris  | Démocrate        | 758 387        | 44.88%         | 0                |
|                          | Jo Jorgensen Spike Cohen | Libertarien      | 19 589         | 1.16%          | 0                |
|                          | Autres candidats         | Autres candidats | 14 465         | 0,86%          | 0                |
|                          |                          |                  |                |                |                  |
| Total                    | Total                    | Total            | 1689646        | 100            | 6                |
| Abstention               |                          |                  |                |                |                  |
| Inscrits / participation |                          |                  |                |                |                  |

## Analyse
|                                                   | Comté(s) | Pourcentage |
| ------------------------------------------------- | -------- | ----------- |
| Comté le plus démocrate                           | Johnson  | 70,6%       |
| Comté le moins démocrate                          | Lyon     | 15,5%       |
| Comté le plus républicain                         | Lyon     | 83,2%       |
| Comté le moins républicain                        | Johnson  | 27,3%       |
| Comté(s) démocrate en 2016 et républicain en 2020 | /        | /           |
| Comté(s) républicain en 2016 et démocrate en 2020 | /        | /           |